# Torrent de l'Animeta
El Torrent de l'Animeta fou un barri de barraques que es trobava a la muntanya de Montjuïc de Barcelona i que, juntament amb altres barris de barraques de la muntanya, arribaren a replegar fins a 6.090 persones en el primer cens fiable que es feu el 1957.